# Кацпрово
Кацпрово (пол. Kacprowo) — село в Польщі, у гміні Граєво Ґраєвського повіту Підляського воєводства.
Населення — 143 особи (2011).
У 1975-1998 роках село належало до Ломжинського воєводства.

## Демографія
Демографічна структура станом на 31 березня 2011 року:
|          | Загалом | Допрацездатний вік | Працездатний вік | Постпрацездатний вік |
| -------- | ------- | ------------------ | ---------------- | -------------------- |
| Чоловіки | 75      | 26                 | 41               | 8                    |
| Жінки    | 68      | 17                 | 39               | 12                   |
| Разом    | 143     | 43                 | 80               | 20                   |